# Barcelona Media
Barcelona Media fue un Centro Tecnológico ubicado en Barcelona, en el Distrito 22@. El Centro se dedicaba primordialmente a las actividades de investigación, desarrollo e innovación en los ámbitos de la comunicación, media y nuevas tecnologías. Constituida como una fundación sin ánimo de lucro, Barcelona Media actuaba conjuntamente con la administración pública, universidades y empresas del ámbito de la comunicación y nuevas tecnologías para impulsar la competitividad del sector a través de transferencia tecnológica y la promoción y difusión de las actividades de I+D realizadas por sus grupos de investigación y laboratorios. En 2015 se integró en Eurecat.

## Historia
Barcelona Media nació a partir de la Estación de la Comunicación, un proyecto de la Universidad Pompeu Fabra, ubicado en la Estación de Francia, que, entre 2001 y 2005, se tornó una referencia catalana en la I+D asociada al sector media. 
En 2005, la Estación de la Comunicación se convirtió en Barcelona Media - Centro de Innovación. En septiembre de 2008, se trasladó al nuevo centro de la innovación en Barcelona, el Distrito 22@.
En todo este periodo, Barcelona Media consolidó su prestigio a través de la participación en varios proyectos importantes a nivel local, estatal e internacional, presentando un crecimiento constante en personal, número de proyectos o financiación, además de participar en numerosos consorcios con empresas, universidades y centros tecnológicos catalanes, españoles y europeos.
Desde 2008, Barcelona Media es uno de los miembros de la ACT (Asociación de Centros Tecnológicos).
En 2010, el Centro firmó, con cinco otros centros tecnológicos avanzados de Cataluña (Ascamm, Barcelona Digital, Cetemmsa, CTM y Leitat), la creación de la Alianza Tecnológica de Cataluña con el objetivo de generar y ejecutar grandes proyectos tecnológicos en Cataluña, promoviendo una mayor colaboración y coordinación en las actividades desarrolladas por los Centros Tecnológicos locales y entre estos y el resto de agentes tecnológicos del sistema de innovación, haciendo así más eficientes sus acciones. En este mismo año, el centro cambió su denominación oficial a Fundación Barcelona Media.
Desde 2013, forma parte del Instituto Catalán de Investigación Aplicada, Innovación y Creatividad Tecnológica-ARTIC Archivado el 28 de marzo de 2014 en Wayback Machine. junto con CIMNE y CTM. El objetivo de ARTIC es generar, capturar y transferir el conocimiento tecnológico y científico con el fin de mejorar la competitividad de empresas, instituciones y administraciones.
Desee 2015 forma parte de Eurecat.

## Líneas de I+D y Laboratorios
Las actividades de Barcelona Media se desarrollan en las siguientes líneas de I+D:
- Audio
- Imagen
- Percepción y Cognición
- Social Media

Barcelona Media también ejecuta servicios que aportan innovación a las empresas del sector media, a través de laboratorios que aplican los resultados de la investigación realizada por las líneas de I+D: el Laboratorio de Visualización Virtual y el Laboratorio de Cultura y Turismo. Además, Barcelona Media cuenta con un Grupo de Desarrollo Avanzado, responsable por apoyar a las líneas y laboratorios en todo lo que sea relacionado al desarrollo de software.